# Go Home (chanson)
Singles de Stevie Wonder
That's What Friends Are For
(1985) Overjoyed
(1986)
Go Home est une chanson de l'auteur-compositeur-interprète américain Stevie Wonder. Sorti en 1985, c'est le deuxième single issu de son album In Square Circle.
Atteignant la 1re position du classement Adult Contemporary, il s'agit du dernier titre de Stevie Wonder à obtenir un top 10 au Billboard Hot 100.

## Genèse
Go Home est composé plusieurs années avant la sortie de In Square Circle en 1985 : dès le 7 mai 1983, Stevie Wonder l'interprète durant un épisode de Saturday Night Live pour lequel est l'invité principal.
Le single sort en 1985 en deux versions, 45 tours (réf. 1817 TF) et maxi-45 tours (réf. 4553TG), chez Tamla.
Lors de la 28e cérémonie des Grammy Awards à Los Angeles en février 1986, Stevie Wonder interprète un medley constitué de Rockit de Herbie Hancock, She Blinded Me With Science de Thomas Dolby, Go Home et What Is Love? (en) de Howard Jones, accompagné des trois chanteurs respectifs,.

### Crédits
- Stevie Wonder : voix, chœurs, synthétiseurs, batterie, vocoder[6]
- Bob Malach : saxophone[6]
- Larry Gittens : trompette[6]

## Classements
Il s'agit du dernier titre de Stevie Wonder à atteindre le top 10 du Billboard Hot 100.
| Classement (1985)                                   | Meilleure position |
| --------------------------------------------------- | ------------------ |
| États-Unis (Billboard Adult Contemporary)           | 1                  |
| États-Unis (Billboard Dance Chart)                  | 1                  |
| États-Unis (Billboard Hot 100)                      | 10                 |
| États-Unis (Hot R&B songs)                          | 2                  |
| États-Unis (CashBox Top 100)                        | 12                 |
| Canada (RPM Top 100 Singles)                        | 31                 |
| Royaume-Uni (UK Singles Chart)                      | 67                 |
| Belgique (Ultratop 50 Belgique néerlandophone)      | 25                 |
| Australie (Australian Music Report Top 100 Singles) | 92                 |
| Finlande                                            | 16                 |

| Classement annuel (1986)                | Position |
| --------------------------------------- | -------- |
| États-Unis (Billboard Hot 100 Year-End) | 100      |

## Accueil
Billboard qualifie la chanson de "suite plus sombre que Part-Time Lover" tout en étant "plus subtile et touchant".
Pour Ed Hogan (AllMusic), la chanson est "funky [et contient] une piste au synthétiseur qui n'est pas sans rappeler la ligne de guitare de Ain't No Sunshine de Bill Withers".

## Reprises
Informations issues de SecondHand Songs, sauf mention contraire.
- David Garfield (en), sur Jammin' Outside the Box (1996)
- Brandon Fields (en), sur Higher Ground (1997)
- Frank Colón (en), sur Latin Wonder (1999)
- Dave Pietro (en), sur Standard Wonder (2001)
- Joe Gilman (en), sur View So Tender (2006)
- Steve Khan (en), sur Backlog (2016)
- Pat Bianchi (en), sur Something to Say - The Music of Stevie Wonder (2021)